# Belle-Église
Belle-Église – miejscowość i gmina we Francji, w regionie Hauts-de-France, w departamencie Oise.
Według danych na rok 1990 gminę zamieszkiwały 503 osoby, a gęstość zaludnienia wynosiła 64 osoby/km² (wśród 2293 gmin Pikardii Belle-Église plasuje się na 534. miejscu pod względem liczby ludności, natomiast pod względem powierzchni na miejscu 615.).